# Richard Sila
Richard Steven Sila (Massy, 4 gennaio 1998) è un calciatore francese, attaccante della Sammaurese.

## Carriera
Nato in Francia da genitori congolesi, inizia a giocare nelle giovanili del Brétigny, per poi unirsi a quelle dell'Auxerre, dove rimane fino al 2016, quando viene aggregato alla rosa della seconda squadra. Il 28 maggio successivo debutta con la seconda squadra nel Championnat de France amateur - la quarta divisione del campionato francese - giocando l'incontro perso in casa per 1-2 contro il Lyon-La Duchère, subentrando a Ibrahima Baldé al minuto '63.
Nel 2016 si trasferisce al Metz, dove gioca per due stagioni con la seconda squadra nel Championnat de France amateur 2, la quinta divisione francese. Nel 2018 viene acquistato dal Paris FC. Inizialmente aggregato alla rosa della seconda squadra, l'anno successivo viene promosso in prima squadra, firmando un contratto da professionista. Il 13 agosto dello stesso anno, esordisce in prima squadra, giocando l'incontro di Coppa di Lega vinto per 2-1 contro lo Sochaux, sostituendo Julien López al minuto '67. Tre giorni dopo invece, debutta in Ligue 2, nella sconfitta per 0-1 contro il Niort, dove sostituisce Julien López al minuto '85. Durante la stagione si alterna tra prima squadra e seconda squadra. Così, per garantirgli maggior minutaggio, nel gennaio 2020 viene girato in prestito all'Andrézieux, fino al termine della stagione. Rientrato dal prestito, non riesce a ritagliarsi un posto nella rosa, così viene nuovamente ceduto in prestito, questa volta al Concarneau, per l'intera stagione.
Rimasto svincolato dal Paris FC, il 13 luglio 2021 si accorda con i rumeni del Botoșani. Due giorni dopo, esordisce in Liga I nel pareggio in casa per 0-0 contro l'FCSB, subentrando al minuto '46 a Hervé Kage. Nel gennaio 2022, dopo 14 presenze in totale, si trasferisce al Chindia Târgoviște, altro club della massima serie rumena.

## Statistiche

### Presenze e reti nei club
Statistiche aggiornate al 21 marzo 2022.
| Stagione        | Squadra            | Campionato      | Campionato | Campionato | Coppe nazionali | Coppe nazionali | Coppe nazionali | Coppe continentali | Coppe continentali | Coppe continentali | Altre coppe | Altre coppe | Altre coppe | Totale | Totale |
| Stagione        | Squadra            | Comp            | Pres       | Reti       | Comp            | Pres            | Reti            | Comp               | Pres               | Reti               | Comp        | Pres        | Reti        | Pres   | Reti   |
| --------------- | ------------------ | --------------- | ---------- | ---------- | --------------- | --------------- | --------------- | ------------------ | ------------------ | ------------------ | ----------- | ----------- | ----------- | ------ | ------ |
| mag.-giu. 2016  | Auxerre 2          | CFA             | 2          | 0          |                 | -               | -               |                    | -                  | -                  |             | -           | -           | 2      | 0      |
| 2016-2017       | Metz 2             | CFA2            | 4          | 1          |                 | -               | -               |                    | -                  | -                  |             | -           | -           | 4      | 1      |
| 2017-2018       | Metz 2             | N3              | 24         | 4          |                 | -               | -               |                    | -                  | -                  |             | -           | -           | 24     | 4      |
| 2018-2019       | Paris FC 2         | N3              | 16         | 5          |                 | -               | -               |                    | -                  | -                  |             | -           | -           | 16     | 5      |
| 2019-gen. 2020  | Paris FC 2         | N3              | 4          | 0          |                 | -               | -               |                    | -                  | -                  |             | -           | -           | 4      | 0      |
| 2019-gen. 2020  | Paris FC           | L2              | 4          | 0          | CF+CdL          | 1+3             | 0               |                    | -                  | -                  |             | -           | -           | 8      | 0      |
| gen.-giu. 2020  | Andrézieux         | N2              | 3          | 2          |                 | -               | -               |                    | -                  | -                  |             | -           | -           | 3      | 2      |
| lug.-ott. 2020  | Paris FC           | L2              | 1          | 0          | CF              | -               | -               |                    | -                  | -                  |             | -           | -           | 1      | 0      |
| set. 2020       | Paris FC 2         | N3              | 1          | 0          |                 | -               | -               |                    | -                  | -                  |             | -           | -           | 1      | 0      |
| 2021-gen. 2022  | Botoșani           | L1              | 14         | 0          | CR              | 0               | 0               |                    | -                  | -                  |             | -           | -           | 14     | 0      |
| gen.-giu. 2022  | Chindia Târgoviște | L1              | 11         | 1          | CR              | -               | -               |                    | -                  | -                  |             | -           | -           | 11     | 1      |
| Totale carriera | Totale carriera    | Totale carriera | 104        | 13         |                 | 4               | 0               |                    | -                  | -                  |             | -           | -           | 107    | 13     |